# Державний комітет України з питань науки, інновацій та інформатизації
Державний комітет України з питань науки, інновацій та інформатизації  — центральний орган виконавчої влади, що діяв з 5 липня по 9 грудня 2010. 
Комітет був утворений на базі Державного комітету інформатизації України та Державного комітету з питань науково-технічного та інноваційного розвитку, що були ліквідовані.
Правонаступником комітету є Державне агентство з питань науки, інновацій та інформації України